# Консерва Лемос, Фагнер
Фагнер Консерва Лемос (порт. Fagner Conserva Lemos более известный, как Фагнер порт. Fagner; родился 11 июня 1989 года в Сан-Паулу, Бразилия) — бразильский футболист, защитник клуба «Коринтианс» и сборной Бразилии. Участник чемпионата мира 2018 года.

## Клубная карьера
Фагнер начал профессиональную карьеру в клубе «Коринтианс» в возрасте 17 лет. В бразильской Серии А он дебютировал в матче против «Форталезы». Для получения игровой практики в 2007 году он выступал на правах аренды за «Виторию» из Салвадора.
После молодёжного чемпионата Южной Америки Фагнер перешёл в нидерландский ПСВ. 25 августа в матче против НЕК он забил свой первый гол в Эредивизи. Из-за высокой конкуренции Фагнер почти не выходил на поле, приняв участие всего в 3 поединках чемпионата. Несмотря на это он смог стать чемпионом Нидерландов и завоевать национальный кубок.
В 2009 году Фагнер вернулся на родину, подписав контракт с «Васко да Гама». 11 июля в матче против «Понте-Прета» он дебютировал за новый клуб. 24 октября в поединке против «Байи» Фагнер забил свой первый гол за «Васко». В том же году он помог команде выиграть Серию B и выйти в элиту. В 2011 году Фагнер помог команде завоевать Кубок Бразилии и попал в символическую сборную по итогам сезона.
В 2012 году немецкий «Вольфсбург» за 3 млн евро выкупил трансфер Фагнера. Контракт был подписан на четыре года. 25 августа в матче против «Штутгарта» он дебютировал в Бундеслиге. По окончании сезона Фагнер загрустил по родине и выразил желание вернуться в Бразилию. Летом 2013 года он на правах аренды вернулся в «Васко да Гама», а в начале 2014 года был арендован своим родным клубом «Коринтиансом». 5 февраля 2015 года в матче первого этапа Кубка Либертадорес против колумбийского «Онсе Кальдас» Фагнер забил свой первый гол на международном уровне. В 2015 году он помог команде выиграть чемпионат.

## Международная карьера
В 2007 году в составе молодёжной сборной Бразилии Фагнер стал победителем молодёжном чемпионате Южной Америки в Парагвае.
26 января 2017 года в товарищеском матче против сборной Колумбии Фагнер дебютировал за сборную Бразилии.
В 2018 году Фагнер принял участие в чемпионате мира в России. На турнире он сыграл в матчах против команд Коста-Рики, Сербии, Мексики и Бельгии.

## Достижения
Командные
 ПСВ
- Чемпионат Нидерландов по футболу — 2007/2008
- Обладатель Суперкубка Нидерландов — 2008/2009

 «Васко да Гама»
- Обладатель Кубка Бразилии — 2011
- Чемпион Бразилии в Серии B — 2009

 «Коринтианс»
- Чемпионат Бразилии (2): 2015, 2017
- Чемпион штата Сан-Паулу (2):  2017, 2018

Международные
 Бразилия (до 20)
- Молодёжный чемпионат Южной Америки — 2007